# Thyridanthrax obliteratus
Thyridanthrax obliteratus är en tvåvingeart som först beskrevs av Friedrich Hermann Loew 1862.  Thyridanthrax obliteratus ingår i släktet Thyridanthrax och familjen svävflugor. Inga underarter finns listade i Catalogue of Life.